# Pasajeros (película de 2008)
Pasajeros es una ópera prima peruana del director de cine peruano Andrés Cotler. Está protagonizada por Pietro Sibille, Mónica Sánchez, Marcello Rivera y Eduardo Cesti.
La película está coproducida por Inca Cine, Laguna Productions y ICAIC.
El guion de la cinta ganó la beca de la Fundación Carolina, en España. Además, fue seleccionado para los foros de Coproducción Iberoamericana de Huelva, en España, y Guadalajara, en México. Ganó el Ibermedia para la producción y el premio de Conacine para posproducción.

## Sinopsis
La historia gira en torno a un par de amigos que deciden ir en busca del sueño americano pero se toparán con una dura y trágica realidad.